# Феодосій Великий
Феодосій І Великий (лат. Flavius Theodosius I, 347 — 395) — римський імператор на сході (379–394) та останній єдиний римський імператор (394–395) після того, як він об'єднав східну та західну частини імперії. Після його смерті в Мілані, схід і захід імперії розділилися остаточно.

## Біографія
Народився бл. 346 року в Іспанії (за різними версіями: у м. Кавка в провінції Галісія, або в провінції Бетика, що є більш імовірним) у сім'ї вищого військового службовця Флавія Феодосія. Аврелій Віктор повідомляє, що Феодосій походив з роду прославленого імператора Траяна.
Майбутній імператор Феодосій почав військову службу під керівництвом свого батька і брав участь разом з ним в експедиції в Римську Британію, щоб придушити там повстання племен піктів і скотів. 374 року він командував військами в придунайській провінції Мезія (лат. dux Moesiae Primae), де успішно боровся з сарматами.
За словами історика V сторіччя Зосима саме перемоги над сарматами принесли Феодосію згодом імператорські регалії. 376 року він займає пост командувача військами в балканській провінції Іллірік (лат. magister militum per Illyricum), де знову відбив набіги сарматів. З цієї посади за 3 роки потому імператор Граціан відликав Феодосія на імператорський трон.
У середньовічній церковній хроніці Георгія Амартола Феодосій після смерті батька був засланий на батьківщину в Іспанію, де жив тихо, поки імператор Валент перед загибеллю не попрохав Граціана надіслати йому Феодосія.
У результаті повстання племен готів у 377 році територія Фракії і Мезії стала ареною боротьби між варварськими племенами та союзними силами західної та східної частин Римської імперії. 9 серпня 378 року під Адріанополем (суч. Едірне, Туреччина) готи під проводом вождя Фрітігерна повністю розгромили римську армію, вбивши у битві імператора Валента. Його племінник, імператор Граціан, в цей час підходив на допомогу дядькові, але після смерті Валента залишився на території сучасної Сербії, намагаючись не допустити прориву варварів з Балкан в Італію.
За заведеним в імперії порядком Граціан мав призначити співправителя для управління східною частиною Римської імперії. Своєму формальному співправителю в західній частині імперії, малолітньому брату Валентиніану, Граціан не ризикнув довірити владу над Сходом. 19 січня 379 року в Сірміумі (суч. Сремська Митровиця, Сербія) Граціан проголосив Феодосія імператором східної частини Римської імперії.
Феодосій поблизу Сірмія здобув перемогу над готами, після чого бойові дії протікали без великих генеральних битв. Зосима розповів про одну з перемог римлян. Воєначальник Феодосія Модар, який походив з «царственої скіфської родини», дочекався в засідці, коли варвари сп'яніли і обважніли від бенкету. Потім він наказав своїм воїнам атакувати їх табір з одними тільки мечами. Варвари за короткий час були перебиті, римляни захопили 4 000 возів і стільки полонених, що заповнили ними всі ці вози.
Майже через 2 роки після призначення імператором Феодосій покинув Фессалоніки, звідки керував війною з готами, і вступив 24 листопада 380 року в свою столицю Константинополь, після чого основну увагу приділяв церковній політиці й дипломатичній роботі з готськими вождями. Він залучив в армію багатьох варварів, дозволивши їм вільно залишати її ряди і вступати назад за бажанням. Хоча чисельність військ відновилася, їх дисципліна і керованість значно знизилися. Зосима повідомляє, що Граціан послав Феодосію на допомогу війська на чолі з франками Баудоном і Арбоґастом, які витіснили банди варварів з Македонії та Фессалії назад у Фракію. Це поліпшило становище східної частини Римської імперії і схилило готів до перемовин.
В січні 381 року Феодосію вдалося укласти союз з готським вождем Атанаріхом, проте останній за 2 тижні помер в Константинополі. Похорон вождя Феодосій перетворив на урочисту церемонію, сподіваючись здобути прихильність варварів. 3 жовтня 382 року уклав мирний договір, за яким готи оселилися як федерати імперії в Нижній Мезії та Фракії. Ця дата вважається закінченням римсько-готської війни.
Після укладення миру з готами, Феодосій звернув увагу на Схід. На володіння імперії в Сирії, скориставшись ситуацією, здійснювали набіги араби. 383 року полководець Феодосія Ріхомер завдав їм поразки, після чого ряд арабських племен як федерати охороняли кордони імперії на цьому напрямку.
Боротьба за владу в Перській державі значно послабила головну загрозу для імперії на Сході, до того ж Феодосію вдавалося підтримувати хороші відносини з мінливими перськими царями. Щоб остаточно усунути потенційне джерело розбрату на кордоні, в 387 році Феодосій досяг з персами угоди по розділу Вірменії на сфери впливу. Західна частина Вірменії відійшла під управління царя Аршака, а східна залишилася у володінні царя Хосрова.
В цей час змінилася влада в Західній Римській імперії. В 383 командувач римською армією в Британії Магн Максим висадився в Галлії, узурпувавши там владу. Римський імператор Граціан в ході смути був убитий. Його молодший брат-співправитель Валентиніан став співправителем Максима, володіючи Італією та провінціями в Африці і на Балканах. Феодосій був змушений визнати імператорський титул Максима слідом за визнанням Максима Валентиніаном.
Влітку 387 року Максим послав війська до північої Італії, змусивши імператора Валентиніана тікати в Фессалоніки під заступництво Феодосія. Політична зацікавленість імператорів один в одному зміцнилася шлюбом Феодосія на Галлі, сестрі Валентиніана, в тому ж році. Перша дружина Феодосія, Флацілла, до цього часу померла.
У 388 почалася війна проти Максима. Римський намісник у Північній Африці Гільдон захопив Сицилію, відтягнувши частину сил Максима на південний театр бойових дій. Об'єднане військо Феодосія і Валентиніана розбило армію Максима в Сісціі й Поетовіоні (на річці Сава), потім підійшло до східних Альп. Альпійські проходи на північ Італії охороняв воєначальник Максима Андрагацій, який звів укріплення і зайняв всі можливі місця переправ через річки. Андрагацій вирішив скоїти морський рейд, щоб раптово напасти на противника, але Феодосій скористався цим і без опору подолав Альпи, залишені без належного захисту.
Максим був захоплений в Аквілеї і страчений там же 28 серпня 388. Андрагацій, дізнавшись про смерть Максима, кинувся з корабля в море.
До повернення в Константинополь Феодосій залишався в Італії понад 3 роки, зробивши своєю резиденцією Медиолан (тепер Мілан).
Протягом 3-річного перебування в Італії Феодосій знаходився під духовним впливом єпископа Медіолана Св. Амвросія.
В 390 відбулися заворушення в найбільшому місті Македонії Фессалоніках. Командувач військами в провінції Іллірік Ботеро посадив у в'язницю популярного в народі колісничого за побутову провину. Натовп місцевих жителів зажадав звільнити його як людину, необхідну для майбутніх перегонів, а коли Ботеро відмовився, вони вбили його, закидавши камінням. Загинули також інші представники імперської адміністрації. Феодосій, розцінивши це як заколот, наказав перебити заздалегідь визначене число городян. Загинуло за різними свідченнями від 7 до 15 тисяч жителів.
Коли після цих подій Феодосій хотів помолитися в церкві, Св. Амвросій не пустив його за поріг, звинувачуючи у вбивстві невинних і вимагаючи покаяння. Тільки за 8 місяців єпископ пробачив імператора, змусивши того прийняти закон, за яким твердження смертних вироків відкладалося на 30 днів після винесення вироку.
Феодосій повернувся в Константинополь 10 листопада 391 року. Після відходу Феодосія з Італії фактичну владу в Західно-Римській імперії здійснював не імператор Валентиніан, а його головнокомандувач військами франк Арбоґаст. Спроби Валентиніана відстояти свої повноваження привели до конфлікту, в результаті якого 15 травня 392 він був убитий за нез'ясованих обставин. Не чекаючи рішення Феодосія, 22 серпня Арбоґаст звів на імператорський престол свого ставленика, начальника імперської канцелярії Євгенія.
Феодосій відмовився визнавати легітимність Євгенія і влітку 394 року направив армію в Італію. 6 вересня 394 року в передгір'ях східних Альп на річці Фригід (на кордоні суч. Словенії з Італією) відбулася генеральна битва. Передовий загін війська Феодосія з 10 тисяч готів був повністю винищений Арбоґастом, що сучасники вважали скоріше благом, ніж втратою. За Зосимою Євгеній під кінець дня після закінчення бою став передчасно святкувати перемогу. Полководець Арбоґаста Арбіціон перейшов на сторону Феодосія, що можливо стало вирішальним фактором в розгромі узурпатора. Раптово воїни Феодосія прорвалися в табір західних римлян до намету імператора-узурпатора. Євгеній був схоплений і негайно обезголовлений, його голову на піці показали його військам, які в масі своїй перейшли на бік Феодосія. Арбоґаст втік у гори, за ним вислали погоню, і він заколовся, щоб уникнути полону.
На кілька місяців Феодосій став фактичним правителем єдиної Римської імперії. У Римі він проголосив сина Гонорія імператором, скасував через сенат ряд стародавніх язичницьких церемоній і збирався повернутися в Константинополь, де на час своєї відсутності залишив правити старшого сина Аркадія.
Але захворів і 17 січня 395 року помер від водянки в Медіолані. Його забальзамоване тіло в тому ж році було доставлено до Константинополя для поховання.
Перед смертю Феодосій встиг здійснити мирний розділ спадщини Римської імперії між синами. Старшому Аркадію дісталася Східна частина зі столицею в Константинополі, яка в сучасній історіографії отримала назву Візантія. Молодшому Гонорію відійшла бідніша та буремніша Західна частина Римської імперії. 10-річного імператора Гонорія Феодосій помістив під опіку довіреного полководця Стиліхона, якого за 8 років до того одружив на своїй племінниці Серені.
З 395 року грецька східна і латинська західна половини імперії більше ніколи не з'єднувалися під єдиним управлінням, хоча візантійському імператору Юстиніану, зусиллями полководців Велізарія і Нарсеса, в VI ст. вдалося відвоювати територїю колишньої преторіанської префектури Італія (включно з Африкою, але без провінцій Норік і Паннонія), а також Бетіку, Новий Карфаген і Балеарські острови. Західна частина імперії розвалилася під натиском варварів 80 років потому, а Візантія ще понад тисячоліття зберігала наступність традицій Римської імперії.

## Торжество християнства
Феодосій порвав з встановленою імператором Костянтином релігійною системою, яка в цілому зберігала нейтралітет держави по відношенню до різноманітних культів і сповідання громадян імперії. При Феодосії догмати християнства почали фіксуватися не в результаті вільного обговорення в церковних колах, а затверджувалися урядовими указами.
Імператор Феодосій канонізований у лику святого, день пам'яті в православній церкві відзначається 17 (30) січня.
27 лютого 380, через рік після проголошення імператором, Феодосій в Солуні (в період війни з готами) видав основоположний едикт de fide catholica («про католицьку віру»). Була оголошена як допустима для підданих імперії християнська віра суто у формі, зафіксованій на Нікейському соборі в 325 році:
«Згідно з Нашим розпорядженням, всі народи, що знаходяться під управлінням Нашої Милості, повинні дотримуватися віри, переданої римлянам апостолом Петром, бо вона очищає і донині. Це є та віра, якій слідують понтифік Дамасій, а також єпископ Александрії Петро, людина апостольської святості. Слідуючи апостольської святості, інакше кажучи, відповідно до вчення апостолів і Євангелія, ми повинні вірити в єдиного Бога Отця, Сина і Святого Духа, дотримуючись положення про те, що вони рівні за величчю, а також догмату про Святого Духа.»
Через рік в січні 381 року вийшов новий едикт з уточненням Солунської постанови. Перемога «нікейців» була закріплена ідеологічно на Константинопольському соборі (Другому Вселенському) в липні 381 року, а потім підтримана адміністративно забороною очолювати церкви єпископам ненікейского сповідання.
Аріанство та інші течії в християнстві, відмінні від Нікейського Символу віри, оголошувалися єресями, і підлягали переслідуванню державою. Хоча аріанских переконань продовжували дотримуватися безліч жителів імперії, їм заборонялося мати свої церкви і збиратися в населених пунктах. Репресії спрямовувалися переважно проти деяких представників кліру єретичних течій. 388 року, скориставшись відходом Феодосія на війну з Магном Максимом, ариани влаштували заворушення в Константинополі, але Феодосій обмежився лише попередженням на їх адресу.
Нікейська формула віри, підтримана Феодосієм, стала офіційно називатися католицькою. Однак релігійне питання не було остаточно вирішене, теологічні суперечки про природу Христа і суті віри продовжилися з новою силою в 1-й половині V століття.

### Боротьба з язичництвом
Перші імператори-християни розгорнули боротьбу з деякими язичницькими традиціями (зокрема, смертю каралося звернення за пророцтвами), але тільки при Феодосії держава поставила метою викорінити язичницькі культи і релігії. Як відмічено в «Великодній хроніці»:
«Прославлений Костянтин, процарствував, тільки замкнувши святині та храми еллінів, а цей Феодосій — знищив [їх] …»
У 381—385 роках рядом указів було заборонено під страхом смертної кари жертвопринесення і наказано знищити язичницькі храми. Едикт 391 року завдав чергового удару язичництву, встановивши важкі штрафи за поклоніння старим богам: «Нікому не дано права здійснювати жертвопринесення, ніхто не повинен вчиняти обхід навколо [язичницьких] храмів, ніхто не повинен шшануватти капища. Кожен повинен знати, що Наш закон забороняє вхід в язичницькі храми, і, якщо хто-небудь спробує, попри нашу заборону, здійснити ті чи інші культові дії щодо богів, то нехай знає, що йому не вдасться уникнути покарання, навіть скориставшись особливими знаками імператорської прихильності. Суддя […] повинен змусити нечестивого порушника закону, що увійшов в опоганене місце, заплатити в Нашу казну штраф в розмірі 15 фунтів золота».
У 392 році християни під керівництвом войовничого патріарха Александрійського Феофіла знищили культовий центр Александрії Серапеум, включаючи храм бога Серапіса і бібліотеку. Феодосій заборонив вивчення і викладання математики, хоча і до його указу з кінця III століття ця дисципліна пов'язувалася з магією і чаклунством, й заняття нею жорстоко каралися.
У 393 році в останній раз проводилися Олімпійські ігри, які були головним спортивним святом Греції протягом понад одинадцяти століть. У літературі іноді пов'язують припинення ігор з указом Феодосія, але останній його відомий едикт по боротьбі з язичництвом датується 392 роком і там немає вказівки на заборону Олімпійських ігор. Феодосій не забороняв змагання взагалі (Сократ Схоластик зауважив, що Феодосій помер в день, коли проводилися кінські перегони), але наклав певні обмеження, які і зробили неможливим проведення грецьких Олімпіад.
Зміцнення християнства при Феодосії не супроводжувалося тотальним знищенням інакомислення, характерним для Середніх віків. Продовжувала існувати знаменита філософська школа в Афінах. В Александрії християни з інтересом вивчали класичну античну філософію без шкоди для свого релігійного почуття. Знатні сенатори в Римі продовжували традиційно дотримуватися язичницьких поглядів, хоча без можливості публічно виконувати колишні церемонії.
Фактично практика язичництва тривала всередині окремих сімей або в глухих закутках імперії; святкування язичницьких культів переплелися з християнськими обрядами і звичаями, відкриваючи дорогу новому синкретизму.
Деякі дослідники пов'язують розпад Римської імперії із скасуванням жертвоприношень та інших язичницьких церемоній. Зокрема Нікколо Мак'явеллі вважав, що релігія за часів язичництва грала провідну роль в утриманні єдності римського народу.